# Хеклер и Кох УМП
Хеклер и Кох УМП (Universale Maschinenpistole, што на немачком језику значи „универзални машински пиштољ") је аутомат којег је деведесетих година двадесетог века развила фирма Хеклер и Кох. Ово оружје користе бројне војне и полицијске снаге у свету. Хеклер и Кох УМП је развијен као наследник аутомата MП5, мада се оба оружја и даље производе.

## Конструкција
Овај аутомат је пројектован да користи муницију већег калибра него MП5 (нпр. калибар .45 ACP или .40 S&W, који имају јаче дејство него 9x19mm Parabellum муниција коју користи МП5). Недостатак је то што је такву муницију теже испалити у рафалу, тако да је брзина паљбе мања него код МП5.

## Варијанте
Постоје три варијанте овог оружја: УМП45, који користи .45 ACP муницију; УМП40, који користи .40 S&W муницију; и УМП9, који, као и MП5, користи 9x19mm Parabellum метке. Изузимајући разлике у муницији, све три варијанте деле исти основни дизајн (мања разлика је и у облику магазина; код 40S&W и .45 ACP, магазин је прав, док је код 9x19mm мало закривљен). Све три варијанте овог аутомата су лакше него МП5 (УМП45 и УМП40 су око 200 грама лакше од МП5, док је УМП9 око 400 грама лакши).
Постоји и УСЦ, који је у суштини полуаутоматска верзија овог оружја.

## Корисници
| Држава     | Организација                                       | Модел | Количина |   |
| ---------- | -------------------------------------------------- | ----- | -------- | - |
| Аустралија | Полиција Новог Јужног Велса                        | _     | _        | _ |
| Јордан     | јорданске специјалне јединице                      | _     | _        | _ |
| Летонија   | Летонска војска                                    | УМП9  | _        | _ |
| Мексико    | Мексичка морнарица                                 | _     | _        | _ |
| Румунија   | батаљони за специјалне операције румунске пешадије | УМП9  | _        | _ |
| САД        | Погранична полиција и обезбеђење Пентагона         | УМП40 | _        | _ |
| Словачка   | Пети батаљон специјалних снага словачке војске     | _     | _        | _ |
| Србија     | Специјална бригада војске Србије                   | УМП9  | _        | _ |
| Тајланд    | морнарица                                          | _     | _        | _ |